# Convention pour la création et l'exploitation d'Euro Disneyland en France
La convention pour la création et l'exploitation d'Euro Disneyland en France, officieusement nommée convention du 24 mars 1987, date de sa signature, est un contrat administratif conclu entre les pouvoirs publics français et la société privée américaine The Walt Disney Company pour une période initiale de trente ans. Ce document entérine le projet de construction d'un complexe touristique d'envergure internationale, « Euro Disney Resort » — aujourd'hui appelé Disneyland Paris, et définit le projet d'intérêt général pour l'aménagement du secteur IV de Marne-la-Vallée — aujourd'hui appelé Val d'Europe.

## Historique
L'implantation d'un parc Disney en Europe est un projet qui remonte à fin des années 1970 et pour lequel la Walt Disney Company avait déjà entamé des négociations, restées sans succès. Au début des années 1980, le développement de la ville nouvelle de Marne-la-Vallée tourne au ralenti. L’État souhaitant relancer le secteur IV, voit alors en Disney un partenaire privé bénéficiant d'une forte reconnaissance internationale.
Après plus d'un an et demi de négociations, le 18 décembre 1985, le premier ministre Laurent Fabius reçoit Michael Eisner à l'Hôtel Matignon pour la signature d'un protocole d'accord. Ce texte, une lettre d'intention, confirme l'implantation de Disney à Marne-la-Vallée, le contrat final devant être signé ultérieurement. Édith Cresson, Michel Giraud et Paul Séramy signent également.
Le 24 mars 1987, la délégation de Disney est reçue à l'Hôtel Matignon pour la signature du contrat définitif.

## Signataires
Les signataires de la convention pour la création et l'exploitation d'Euro Disneyland en France sont :
- Jacques Chirac, Premier ministre français ;
- Michael Eisner, Chief executive officer et président du conseil d'administration de The Walt Disney Company ;
- Pierre Méhaignerie, ministre de l'Équipement, du Logement, de l'Aménagement du territoire et des Transports ;
- Michel Giraud, président du conseil régional d'Île-de-France ;
- Paul Séramy, président du conseil général de Seine-et-Marne ;
- Paul Reverdy, président du conseil d'administration de la RATP ;
- Jean Poulit, directeur général de l'EpaMarne, premier des établissements publics d'aménagement de Marne-la-Vallée ;
- Jérôme Bouvier, président du conseil d'administration de l'EpaMarne.

La SNCF n'est pas signataire de la convention. La construction d'une gare TGV ne sera décidée que l'année suivante.
Michael Eisner souhaitait que le personnage de Mickey Mouse signe à sa place, au nom de la Walt Disney Company. Cette demande a été refusée par Jacques Chirac.

## Texte original
La convention annule et remplace l'accord signé le 18 décembre 1985.
Le texte est accompagné d'une partie annexe composée d'une série de plans d'ensemble. Ces plans, définissent les différentes zones d'aménagement du secteur ainsi que les futures infrastructures. L'ensemble de ces documents est consultable en préfecture de Seine-et-Marne.

### Engagements privés
La Walt Disney Company est chargée du développement d'une zone de 1 945 hectares en partenariat avec les collectivités locales et l'établissement public d'aménagement de la ville nouvelle. Elle dispose de pouvoirs dans le choix des promoteurs, l'agencement et l'architecture. Enfin, elle peut déléguer cette charge à une « société pivot » créée à cet effet et dont elle sera responsable. Il s'agit de la société Euro Disney, créée en 1989.
Plusieurs quartiers, divisés en lots, seront consacrés au complexe de loisirs :
- Le quartier des Attractions, comprenant le parc à thèmes, ses infrastructures et ses extensions possibles — ou un autre parc à thèmes.
- Les quartiers du Centre et du Lac, où se situent un centre de divertissements (le Festival Disney, aujourd'hui appelé Disney Village), les hôtels Disney et d'autres hôtels en projet ainsi qu'un centre de congrès.
- Le quartier des Bois, où se situent un camping (le Ranch Davy Crockett) ainsi qu'un projet de parc aquatique.
- Le quartier Est, où se situe le Golf Disneyland.

Les autres quartiers seront principalement consacrés au développement immobilier. L'un d'eux, le quartier d'Affaires, sera le cœur du futur centre urbain. Il comprendra un centre commercial, des bureaux et des hôtels. Plus au sud, le quartier des Activités recevra un parc d'entreprises international, ainsi que le centre d'information sur le complexe (l'Espace Euro Disney, aujourd'hui démoli).

#### Langue et culture
Selon l'article 6, Disney s'engage à valoriser les langues et cultures française et européennes. Les informations et annonces, ainsi que les noms des attractions seront prioritairement en langue française et pourront également être traduites dans d'autres langues. Une exception est faite pour les attractions majeures les plus renommées qui pourront conserver leur nom en langue anglaise sans obligation de traduction (It's a Small World, Big Thunder Mountain, etc.). Le parc à thèmes devra inclure une attraction axée sur la culture française et européenne, sous forme d'un cinéma à 360° (Le Visionarium). Enfin, le complexe devra accueillir un office de tourisme pour assurer la présentation de l'offre touristique et culturelle de la région Île-de-France.

### Engagements publics
Le projet d'intérêt général d'origine couvre la majeure partie des 3 233 hectares du secteur IV de l'époque, auxquels s'ajoutent 37 hectares sur la commune de Montry, 71 hectares sur la commune de Coutevroult et 70 hectares sur la commune de Villeneuve-le-Comte. L'État donne concession sur 1 945 hectares de cet ensemble, à la société privée. Celle-ci dispose d'une priorité d'achat sur ces terrains, que l’État viabilise, pour les revendre ensuite à des promoteurs privés.
Le jour de la signature, l'État crée un nouvel établissement public d'aménagement dédié au secteur IV, EpaFrance.

#### Infrastructures
Les pouvoirs publics s'engagent à la création d'infrastructures importantes permettant la desserte du site. La phase I porte sur le prolongement de la ligne A du RER, une voie d'accès longue de 5 km joignant l'autoroute A4 au parking principal et la construction — ou le remaniement — de routes secondaires. Une seconde voie d'accès par autoroute ainsi qu'une seconde gare RER, sur la commune de Serris, sont prévues pour l'accompagnement de la phase II. De plus, la convention assure à la SNCF une réserve foncière permettant un éventuel passage de l'interconnexion Est du TGV, alors en projet, sur le territoire de Disney ; la décision définitive devant être communiquée au plus tard 39 mois avant l'ouverture de la phase I.
Par la suite, le projet d'interconnexion est adopté le 9 octobre 1987 et la réserve foncière pour la ligne à grande vitesse est confirmée le 30 novembre 1988. La construction d'une gare TGV fait l'objet d'un protocole entre Euro Disney et la SNCF concernant son financement le 26 janvier 1989 et un contrat pour son aménagement est signé le 28 juin 1991.

#### Équipements
Sur l'ensemble des terres concédées à Disney, 40 hectares doivent être consacrés à des équipements publics (équipements sportifs, établissements scolaires, services administratifs, etc.) venant  compléter les différentes phases d'aménagement.
Peu après la signature de la convention, le 8 juillet 1987, les cinq communes du secteur IV s'organisent en un établissement public de coopération intercommunale, le syndicat d'agglomération nouvelle (SAN) des Portes de la Brie, renommé SAN du Val d'Europe en 2001. Celui-ci gère la contribution économique territoriale de ces cinq communes et sa répartition pour la construction de ces équipements. Le 1er janvier 2016, le SAN est remplacé par une communauté d'agglomération, appelée Val d'Europe Agglomération.

### Langue et droit
La convention a été rédigée en français et en anglais et un exemplaire dans chaque langue a été remis à la Walt Disney Company et au secrétariat général du gouvernement français.
En cas de conflit entre les parties, l'interprétation de la version française du texte prime. L'article 32 stipule qu'un différend à l'origine d'un conflit devra être arbitré selon la règlementation de la chambre de commerce internationale. Il est précisé que le président du tribunal chargé de l'affaire ne devra être ni américain, ni français. La procédure devra être tenue en langue française.

## Avenants à la convention
Depuis sa signature, plusieurs avenants et décrets sont venus modifier la convention et le projet d'intérêt général.
Le 14 septembre 2010, Euro Disney et l'État français signent le 8e avenant à la convention qui la prolonge jusqu'en 2030 au lieu de 2017 et modifie l'emprise de Disney. Celle-ci est réduite de 40 hectares autour du hameau de Bailly et étendue vers le sud, principalement sur la commune de Villeneuve-le-Comte, portant l'ensemble à 2 230 hectares. La superficie des terrains réservés aux équipements publics est étendue de 27 hectares supplémentaires.
Outre la construction de 10 000 logements permanents dans le cadre du développement urbain de Val d'Europe, cet avenant officialise le projet des Villages Nature, 7 000 logements à vocation touristique développés conjointement par Disney et le groupe Pierre & Vacances-Center Parcs sur 520 hectares, pour un investissement de 1,8 milliard d'euros,. La commune de Villeneuve-le-Comte, devant accueillir la majeure partie des Villages Nature, est rattachée au secteur IV par décret le 13 décembre 2011. Un représentant de cette commune, ainsi qu'un représentant du ministre chargé du logement entrent au conseil d'administration d'Epafrance.
De plus, la possible création par Disney d'un troisième parc à thèmes entre désormais dans le cadre de la convention et devient, de ce fait, officiel. Ce projet n'est cependant pas d'actualité et aucune date n'est encore définie.
Le 7 février 2020, un 9e avenant est adopté par le conseil départemental de Seine-et-Marne,. Il prévoit d'étendre jusqu'au 23 mars 2036 la période de décision concernant la création d'un troisième parc à thèmes. En outre, si le complexe n'a pas atteint une fréquentation annuelle de 22 millions de visiteurs à cette date, il est prévu que celle-ci pourra à nouveau être reportée jusqu'au 23 mars 2040. Cet avenant prévoit également de retirer du PIG les terrains situés sur les communes de Coutevroult et de Montry, ramenant l'emprise de Disney à 2 118 hectares. Enfin la période de décision concernant une extension des Villages Nature est étendue jusqu'à 2030.
Cet avenant a été signé par toutes les parties à l'hôtel Matignon le 6 octobre 2020.